# Copo de nieve (jerga)
Copo de nieve (en inglés snowflake) es un término peyorativo originario del idioma inglés de la década de 2010 que caracteriza a una persona con un elevado sentido de la singularidad, vulnerabilidad emocional, que se ofende fácilmente, es incapaz de lidiar con opiniones opuestas, y posee escasa resiliencia.

## Antecedentes y uso
Se cree popularmente, pero no está probado, que cada copo de nieve tiene una estructura única. La mayoría de los usos del término copo de nieve hacen referencia a las cualidades físicas de los copos de nieve, como su estructura única o fragilidad, mientras que una minoría de usos hace referencia al color blanco de la nieve.

### Referencia peyorativa a ser único o especial
Se ha atribuido a Chuck Palahniuk el haber acuñado el uso metafórico del copo de nieve en su novela de 1996, Fight Club, que contiene la cita «You are not special. You are not a beautiful and unique snowflake» (Tú no eres especial. Tú no eres un precioso y único copo de nieve). La adaptación cinematográfica de 1999 también contiene ese fragmento de diálogo. En enero de 2017, Palahniuk reclamó para sí el mérito de haber acuñado este uso, añadiendo: «cada generación se ofende por cosas distintas, pero mis amigos que enseñan en la universidad me dicen que sus alumnos son muy fáciles de ofender»; Palahniuk lo ha denominado «una especie de nuevo victorianismo». La afirmación de Palahniuk ha sido cuestionada. La metáfora ha sido utilizada positivamente con los estudiantes para celebrar su individualidad (y trabajo en equipo).
Después de Fight Club, los términos copo de nieve especial y síndrome de copo de nieve especial se aplicaron a individuos con una connotación negativa. Tal terminología se refiere a una persona que cree que su condición de individuo único significa que está destinada a un gran éxito, o que merece una carrera especial, con abundantes elogios y admiración. Según Merriam-Webster, en la década de 2000, copo de nieve se referían «en su mayoría a milénicos que estaban demasiado convencidos de su propia condición de personas especiales y únicas como para poder (o molestarse) en hacer frente a las pruebas y a los problemas normales de la vida adulta».

### «Generación copo de nieve»: referencia a una mayor sensibilidad
La expresión «generación copo de nieve» se popularizó tras un enfrentamiento entre estudiantes y profesores de la Universidad de Yale en 2015, que fue discutido más tarde en el libro de Claire Fox de 2016, I Find That Offensive!. La confrontación, que fue grabada y subida a YouTube, se produjo entre estudiantes universitarios y el decano de la facultad, Nicholas A. Christakis, y muestra a estudiantes universitarios discutiendo con Christakis respecto a los trajes de Halloween. La esposa del decano y profesora en la misma universidad, Erika Christakis, había sugerido a sus alumnos «relajarse un poco en vez de etiquetar como culturalmente insensibles los disfraces de Halloween extravagantes». Fox describe un video que muestra la reacción de sus alumnos, y que se hizo viral, como un screaming, almost hysterical mob of students (motín de estudiantes gritando, casi histéricos).
Según un artículo de Helen Rumbelow publicado en The Australian en 2016, «la expresión generación copo de nieve comenzó en Estados Unidos. Los padres apreciaban a sus hijos como preciosos copos de nieve, cada uno igual pero único, o todos son especiales». Claire Fox argumenta que la filosofía reciente de la crianza de los hijos condujo a métodos de crianza que «negaban las libertades de construcción de resiliencia que disfrutaban las generaciones pasadas».
La expresión «generación copo de nieve» fue una de las palabras del año 2016 elegidas por el Diccionario Collins. Este la define como the young adults of the 2010s, viewed as being less resilient and more prone to taking offence than previous generations (los jóvenes adultos de los años 2010, vistos como menos resilientes y más propensos a ofenderse que las generaciones previas). El Financial Times hizo lo propio incluyéndola en su lista anual Year in a Word, definiéndola como A derogatory term for someone deemed too emotionally vulnerable to cope with views that challenge their own, particularly in universities and other forums once known for robust debate (un término derogatorio para alguien demasiado vulnerable emocionalmente para lidiar con puntos de vista que desafían los propios, particularmente en universidades y otros foros antes conocidos por su robusto debate), añadiendo que se aplica a una generación entera. En distintos medios de comunicación en español, esta «generación copo de nieve» recibe también el nombre de «ofendiditos».
La expresión copo de nieve se utiliza con frecuencia para referirse al uso de advertencias de activación y espacios seguros, o para describir a los adultos jóvenes como «antilibertad de expresión», específicamente en referencia a una práctica conocida como «no-plataforma». También se ha utilizado para referirse a un aumento en los problemas de salud mental entre los adultos jóvenes.

### Insulto politizado
Después del Brexit en el Reino Unido y la elección de Donald Trump como el 45.º presidente de EE. UU., la expresión «generación copo de nieve» se redujo a menudo a «copo de nieve» y se convirtió en un insulto politizado. Un artículo de noviembre de 2016 de The Guardian comentaba: «Hasta hace muy poco, llamar a alguien un copo de nieve habría implicado la palabra generación».
Copo de nieve es usado típicamente como insulto politizado por aquellos en la derecha política para insultar a aquellos en la izquierda política. En un artículo de Los Angeles Times, Jessica Roy dice que la derecha alternativa en Estados Unidos describe peyorativamente a la mayoría de los liberales y a los que protestan contra Donald Trump como «copos de nieve», abreviatura de «copos de nieve especiales». Un artículo de 2017 de Think Progress comentaba: «El insulto se amplió para abarcar no solo a los jóvenes, sino también a los liberales de todas las edades; se convirtió en el epíteto elegido por los derechistas para lanzar contra cualquiera que pudiera ser acusado de ser ofendido con demasiada facilidad, que necesitara de «espacios seguros, demasiado frágiles». Jonathon Green, editor del  Green's Dictionary of Slang, señala que copo de nieve es un insulto inusual, en el sentido de que llama débil y frágil a alguien sin usar referencias misóginas u homofóbicas.
El actor George Takei extendió la metáfora para enfatizar el poder de los copos de nieve, diciendo: «Lo que pasa con los copos de nieve es esto: son hermosos y únicos, pero en gran número se convierten en una avalancha imparable que te enterrará». Otros han devuelto el insulto a los que tienen una política de derechas, argumentando que «se pueden encontrar llorones hipersensibles en todo el espectro político», incluyendo al presidente Trump. El comediante Neal Brennan se refirió a Donald Trump como «el mayor copo de nieve de Estados Unidos», mientras que un artículo de opinión de The Guardian de enero de 2017 se refiere al presidente Trump como «copo de nieve en jefe» y el comentarista de CNN Van Jones llamó a Trump «presidente Snowflake» con base en su respuesta a las acusaciones de interferencia rusa en las elecciones presidenciales de Estados Unidos de 2016.
Shelly Haslam-Ormerod, profesora de salud mental y bienestar en la Universidad de Edge Hill, criticó fuertemente el uso del término, argumentando en The Conversation que estigmatiza los desafíos de salud mental a los que se enfrentan los jóvenes de hoy en día en un mundo incierto y señalando que incluso los niños menores de 10 años han sido injustamente etiquetados como «copos de nieve» en los artículos de prensa sensacionalista. Por su parte, Michelle Malkin criticó la disposición de la Ley de Protección al Paciente y Cuidado de Salud Asequible que exige que la cobertura de salud basada en el empleador se extienda a los hijos adultos hasta los 26 años de edad, describiéndola como el «mandato más flojo» y llamando a estos jóvenes adultos «copos de nieve preciosos». Malkin argumenta que la disposición tiene «consecuencias culturales» en el sentido de que «reduce los incentivos para que los veinteañeros crezcan y busquen vidas y medios de vida independientes».

### Otros usos
En la década de 1860, los abolicionistas de Misuri utilizaron el término «copo de nieve» para referirse a los que se oponían a la abolición de la esclavitud. El término se refería al color de la nieve, refiriéndose a la valoración de los blancos sobre los negros. Se cree que este uso no se extendió más allá del estado de Misuri en el siglo XIX.
En la década de 1970, según el Green's Dictionary of Slang, «copo de nieve» se ha utilizado para describir a «una persona blanca o una persona negra que se percibía que actuaba demasiado como una persona blanca».
En 2017, una empresa estadounidense de marketing creó un test del copo de nieve supuestamente para ser utilizado por los empleadores y así «eliminar a los candidatos demasiado sensibles y liberales que se ofenden con demasiada facilidad». Sin embargo, el psicólogo y académico de la Alliance Manchester Business School de la Universidad de Mánchester, Cary Cooper, sugiere que es una mala estrategia para atraer a trabajadores jóvenes con talento.

## En la cultura popular
En diciembre de 2016, el término copo de nieve fue mencionado en la comedia de ABC Last Man Standing, en un episodio titulado Precious Snowflake sobre microagresiones y restricciones de discurso políticamente correctas en un campus universitario.
En marzo de 2017, el programa americano Saturday Night Live emitió un sketch sobre un perro amante de Trump que, con la ayuda de la tecnología, fue capaz de reprender a los humanos anti-Trump en la sala como «copos de nieve liberales».